# Areas trigonalis
Areas trigonalis är en fjärilsart som beskrevs av Voll. 1863. Areas trigonalis ingår i släktet Areas och familjen björnspinnare. Inga underarter finns listade i Catalogue of Life.